# Copa de la Liga Profesional
La Copa de la Liga Profesional de Fútbol Argentino, altresì conosciuta come Copa de la Liga Profesional è stata una coppa nazionale calcistica argentina, nonché il primo torneo ufficiale organizzato dalla neonata Liga Profesional de Fútbol Argentino, organo interno all'AFA, che aveva soppiantato la sciolta Superliga Argentina de Fútbol.
La prima edizione del torneo, tenutasi nel 2020, venne ribattezzata ufficialmente Copa Diego Armando Maradona, in onore al Pibe de Oro, la cui morte avvenne poco prima dell'inizio della competizione.
Fu programmata come conseguenza alla cancellazione della Copa de la Superliga 2020 a causa della pandemia di COVID-19.

## Storia
La prima edizione della competizione è nata per sopperire alla cancellazione della Copa de la Superliga 2020, dovuta alla pandemia di COVID-19 e alla successiva eliminazione dell'ente organizzatore dell'evento. A questa prima edizione parteciparono le stesse squadre partecipanti della Superliga 2019-2020, con un girone all'italiana che ha permesso la divisione delle squadre partecipanti in due gruppi, il primo qualificato alla Fase Campeón e il secondo alla Fase Complementación. Le vincenti di entrambi i gruppi hanno quindi disputato una finale per il titolo. Ad aggiudicarsi la prima edizione è stato il Boca Juniors, che in tal modo ha ottenuto la qualificazione alla Coppa Libertadores 2021. Tale posto per la competizione internazionale si è reso comunque vacante, dato che il Boca aveva ottenuto la vittoria anche del campionato 2019-2020. D'altro canto, il Banfield (squadra sconfitta in finale) ha battuto nella finale della Fase Complementación il Vélez Sarsfield, ottenendo la qualificazione alla Coppa Sudamericana 2022.
La seconda edizione, iniziata il 12 febbraio 2021 e conclusasi il 4 giugno 2021 ha stabilito definitivamente il formato utilizzato fino alla sua soppressione: squadre partecipanti divise in due gruppi, con girone all'italiana per ogni gruppo, e successiva fase ad eliminazione diretta riservata alle 4 squadre meglio classificatesi nella prima fase. La qualificazione per la Coppa Libertadores 2022 è stata ottenuta dal Colón, squadra vincitrice del trofeo.
La terza edizione, cominciata il 10 febbraio e conclusasi il 22 maggio 2022, ha visto la vittoria del Boca Juniors per la seconda volta, che in tal modo si è qualificato per la Coppa Libertadores 2023.
La quarta edizione si è svolta, a differenza delle precedenti, nella seconda parte dell'anno, ovvero dal 17 agosto al 16 dicembre 2023, mantenendo comunque lo stesso formato. La squadra vincitrice del titolo è stata il Rosario Central, che in questo modo ha ottenuto la qualificazione alla Coppa Libertadores 2024.
La quinta edizione, l'ultima nella storia della competizione, è stata giocata di nuovo aprendo la stagione. È iniziato il 25 gennaio e si è conclusa il 5 maggio 2024, senza varianti nella modalità di svolgimento. Ha consacrato campione per la prima volta l'Estudiantes (LP), permettendogli di qualificarsi alla Coppa Libertadores 2025.

## Formato
La Copa de la Liga Profesional era riservata alle squadre della massima divisione argentina.
I club venivano suddivisi in un determinato numero di gironi (talvolta 2, talvolta 4), al termine dei quali si disputavano dei turni ad eliminazione diretta che culminavano poi nella finale. In tutti i turni ad eliminazione diretta, ad eccezione della finale, non si disputavano i tempi supplementari e, in caso di parità dopo 90 minuti, si procedeva direttamente con i tiri di rigore.
Il vincitore si qualificava alla successiva edizione della Coppa Libertadores.

## Albo d'oro
| Anno | Data             | Vincitore        | Punteggio     | Finalista       | Stadio                           | Città               |
| ---- | ---------------- | ---------------- | ------------- | --------------- | -------------------------------- | ------------------- |
| 2020 | 17 gennaio 2021  | Boca Juniors     | 1-1 (5-3 dtr) | Banfield        | Stadio San Juan del Bicentenario | San Juan            |
| 2021 | 4 giugno 2021    | Colón (SF)       | 3-0           | Racing Club     | Stadio San Juan del Bicentenario | San Juan            |
| 2022 | 22 maggio 2022   | Boca Juniors     | 3-0           | Tigre           | Stadio Mario Alberto Kempes      | Córdoba             |
| 2023 | 16 dicembre 2023 | Rosario Central  | 1-0           | Platense        | Stadio Unico Madre de Ciudades   | Santiago del Estero |
| 2024 | 5 maggio 2024    | Estudiantes (LP) | 1-1 (4-3 dtr) | Vélez Sarsfield | Stadio Unico Madre de Ciudades   | Santiago del Estero |